# Carmen Orban
Carmen Orban (n. 22 noiembrie 1968) medic, conferențiar universitar, doctor în științe medicale, manager al Institutului Clinic Fundeni. Este fiica medicului buzoian Panait Șerbănoiu.
După absolvirea Facultății de Medicină și Farmacie „Iuliu Hațieganu”din Cluj Napoca și-a început cariera  profesională ca medic rezident în secția de anestezie și terapie intensivă (ATI) a Spitalului Universitar din București (1996 și 2001). A profesat apoi ca medic specialist ATI în cadrul Spitalului Clinic de Urgență și Chirurgie Plastică, Reparatorie și Arsuri, unde a lucrat din 2001 până în 2011, iar din 2009 până în 2011 a ocupat funcția de manager al unității medicale. În perioada 2011-2019 a fost manager al Institutului Clinic Fundeni, apoi a fost numită director general al grupului medical privat Monza.
Dr. Carmen Orban este membru în numeroase societăți profesionale și comitete științifice naționale, deține numeroase titluri și distincții pentru contribuțiile sale în domeniul profesional dar și social și a condus proiecte de cercetare științifică.  
Din noiembrie 2018, dr. Carmen Orban este cetățean de onoare al municipiului Buzău.
În iunie 2023 a fost numită consilier de stat în cadrul cancelariei prim-ministrului.La momentul numirii, conf. dr. Carmen Orban era șefa Clinicii ATI din cadrul SUUB.   
Vezi și  
- Legislatura 2024-2028 (Senat)
- Parlamentul României